# Dix, Illinois
Dix là một làng thuộc quận Jefferson, tiểu bang Illinois, Hoa Kỳ. Năm 2010, dân số của làng này là 461 người.

## Dân số
Dân số qua các năm:
- Năm 2000: 494 người.
- Năm 2010: 461 người.